# Giganternas brunn
Giganternas brunn är en kortroman av Klas Östergren utgiven 1981.
Berättelsen handlar om tre män som sitter inspärrade på ett övergivet pensionat vid havet på Gotland. De är civilanställda vid försvaret men anledningen till att de är där är oklar. De småbråkar, spelar kort och har svårt att stå ut med varandra. Plötsligt dyker en främling upp som hävdar att han rott i land efter att ha blivit avsläppt av en polsk trålare. Han har en märklig historia att berätta och de andra börjar också berätta historier ur sina liv. De är misstänksamma mot främlingen och hans historia men väljer ändå att skydda och gömma honom när personal från det närliggande mentalsjukhuset dyker upp och frågar efter en man med främlingens utseende.
Berättelsen består nästan enbart av dialoger och monologer. De flesta samtida kritiker såg romanen som en besvikelse efter den storslagna och hyllade föregångaren Gentlemen. Giganternas brunn ingår i samlingsutgåvan Kvinna i starkt ljus (2012) med Klas Östergrens kortprosa.